# Star Wars: Episódio X - Nova Ordem Jedi
Star Wars: New Jedi Order é um futuro filme de ficção e aventura da franquia Star Wars, produzido pela diretora Sharmeen Obaid-Chinoy com roteiro de Steven Knight.
Este filme está em desenvolvimento e, tem data de lançamento estimada para maio ou dezembro de 2026.